# Неблагородный металл
Неблагородный (недрагоценный) металл — недорогой, обыденный металл (например, железо или свинец). В отличие от благородных металлов (например, серебра или золота), неблагородные металлы легко вступают в окислительные реакции в стандартных условиях (находятся в положительной части ряда активности металлов).
Одним из основных занятий в процессе поисков философского камня алхимиков были попытки превращения неблагородных металлов в благородные. Символически, благородные металлы ассоциировались с просветлением, а неблагородные считались отражением чувственной стороны человека. Алхимики считали, что природа стремится к совершенству и должна производить золото, но образует неблагородные металлы из-за случайных неполадок.